# Blasco de Grañén

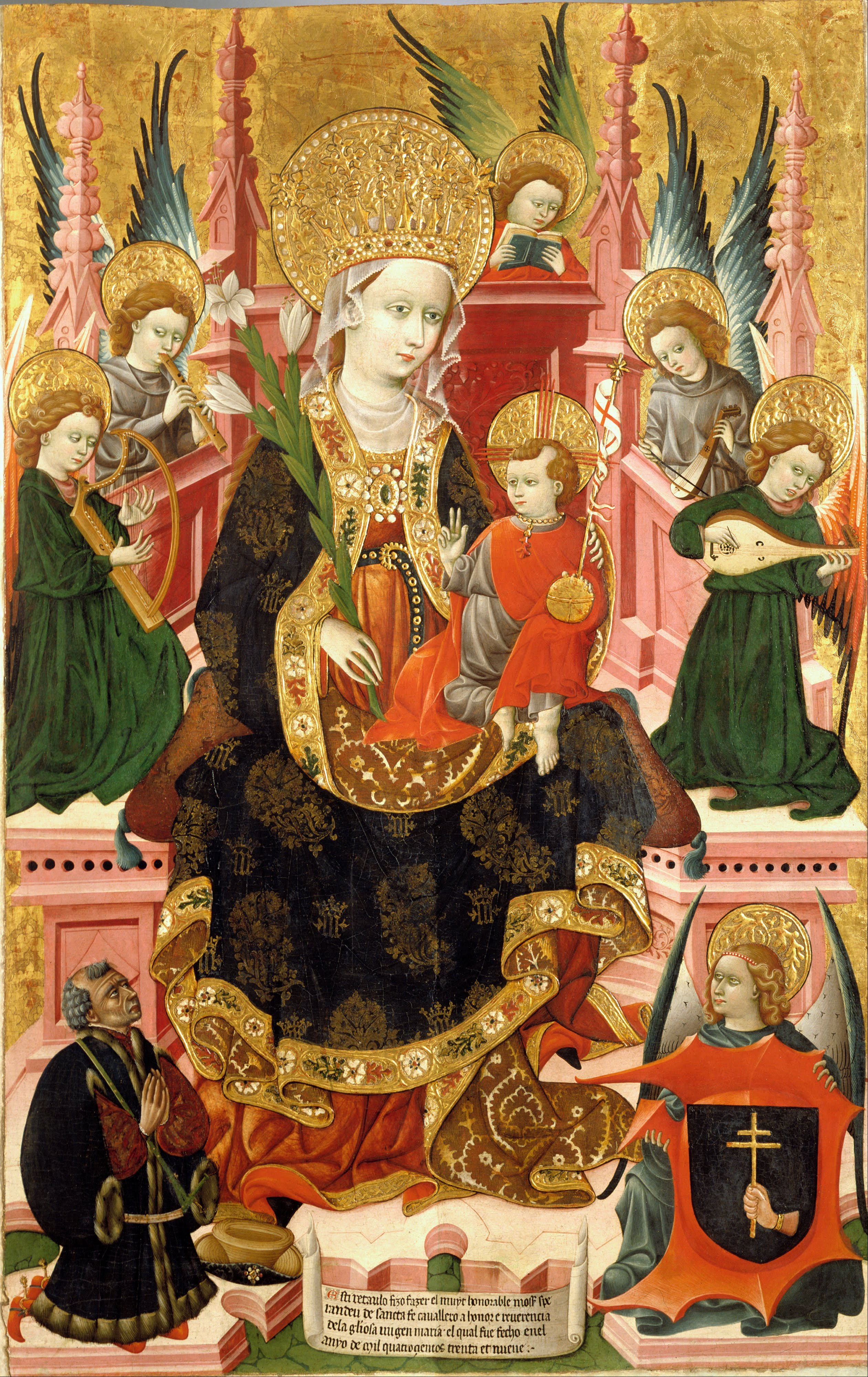
Madonna mit Kind, Engelskonzert und Stifterbildnis (um 1439) aus dem Convento de San Francisco in Tarazona, heute im Museo Lázaro Galdiano in Madrid

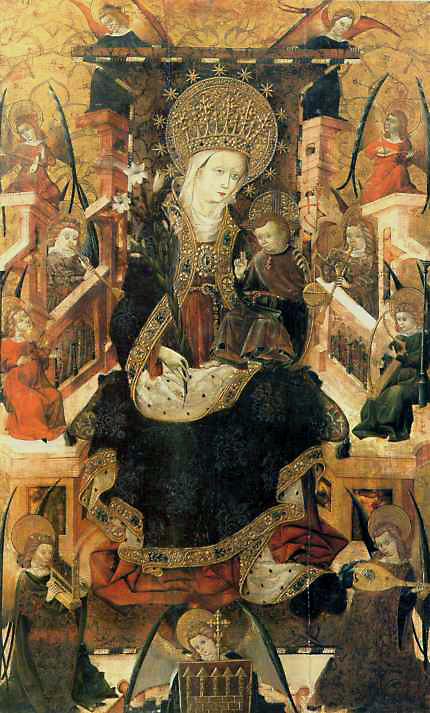
Madonna mit Kind und Engelskonzert (um 1439) aus der Kirche von Albalate del Arzobispo, heute im Museo de Zaragoza

Blasco de Grañén (* um 1400 in Saragossa; † 1459 ebenda) war ein bedeutender aragonesischer Maler der Spätgotik. Er war Hofmaler Johanns II. von Aragón.

## Leben und Werk
Über das Leben Blasco de Grañéns ist so gut wie nichts bekannt; auch sein Geburtsjahr ist unklar. Er war mit Doña Blanca de Tena verheiratet. Seine Werkstatt befand sich in Saragossa, doch seine Auftraggeber kamen aus ganz Aragón. Bei seinem Tod war mindestens eines seiner Werke noch unvollendet und er beauftragte testamentarisch seinen Neffen Martín de Soria mit dessen Vollendung.

## Werke
Kein einziges Werk ist signiert; manchmal sind Verträge oder andere Dokumente erhalten, doch die dazugehörigen Werke selbst sind verschollen. Viele Werke sind Zuschreibungen:
- Altarretabel der Kirche von Lanaja (Provinz Huesca)
- Altarretabel der Kirche von Ontiñena (Provinz Huesca)
- Altarretabel der Kirche des Convento de San Francisco in Tarazona (Provinz Saragossa)
- Altarretabel der Kirche San Salvador in Ejea de los Caballeros (Provinz Saragossa, vollendet von Martín de Soria)
- Altarretabel der Kirche von Tosos (Provinz Saragossa)
- Altarretabel der Kirche Santa María la Mayor in Albalate del Arzobispo (Provinz Teruel)
- Altarretabel der Klosterkirche von San Pedro de Siresa in Valle de Hecho (Provinz Huesca)
- Altarretabel der Klosterkirche von Santa María de Sigena in Monegros (Provinz Huesca)
- Altarretabel der Kirche San Blas in Anento (Provinz Saragossa)